# تانگوی شیطان (رمان)
تانگوی شیطان (به مجاری: Sátántangó) رمانی نوشتهٔ لاسلو کراسناهورکایی نویسندهٔ اهل مجارستان است. این اثر اولین رمان این نویسنده بود که بلا تار فیلمی سینمایی به مدت هفت ساعت بر اساس آن ساخت.
این کتاب در سال ۱۳۹۳ توسط سپند ساعدی از انگلیسی به فارسی ترجمه و در آبان ماه ۱۳۹۵ منتشر شد.